# Хмельницкая областная государственная администрация
Хмельницкая областная государственная администрация (укр. Хмельницька обласна державна адміністрація) — местная государственная администрация Хмельницкой области.

## Главы
| Фото | Имя                                                                 | Годы жизни | Начало срока     | Конец срока      | Примечания                                                                          |
| ---- | ------------------------------------------------------------------- | ---------- | ---------------- | ---------------- | ----------------------------------------------------------------------------------- |
|      | Евгений Яковлевич Гусельников Євген Якович Гусельников              | 1940—2010  | 7 июля 1995      | 9 сентября 1998  | с март 1992 года по июнь 1994 года — представитель президента в Хмельницкой области |
|      | Виктор Николаевич Лундышев Віктор Миколайович Лундишев              | р. 1946    | 9 сентября 1998  | 12 июля 2004     |                                                                                     |
|      | Виктор Францевич Коцемир Віктор Францович Коцемир                   | р. 1952    | 12 июля 2004     | 21 января 2005   |                                                                                     |
|      | Виталий Николаевич Олуйко Віталій Миколайович Олуйко                | р. 1961    | 4 февраля 2005   | 10 февраля 2005  |                                                                                     |
|      | Иван Васильевич Гладуняк Іван Васильович Гладуняк                   | р. 1959    | 4 марта 2005     | 27 июня 2006     |                                                                                     |
|      | Александр Николаевич Буханевич Олександр Миколайович Буханевич      | р. 1977    | 27 июня 2006     | 9 ноября 2007    |                                                                                     |
|      | Иван Карлович Гавчук Іван Карлович Гавчук                           | р. 1956    | 10 декабря 2007  | 18 марта 2010    | с 9 ноября по 10 декабря 2007 года — исполняющий обязанности                        |
|      | Василий Степанович Ядуха Василь Степанович Ядуха                    | р. 1964    | 18 марта 2010    | 7 марта 2014     |                                                                                     |
|      | Леонид Иванович Прус Леонід Іванович Прус                           | р. 1973    | 15 марта 2014    | 25 сентября 2014 |                                                                                     |
|      | Александр Сергеевич Симчишин Олександр Сергійович Симчишин          | р. 1980    | 25 сентября 2014 | 6 марта 2015     | исполняющий обязанности                                                             |
|      | Михаил Васильевич Загородний Віктор Францович Коцемир               | р. 1952    | 6 марта 2015     | 18 декабря 2015  |                                                                                     |
|      | Василий Васильевич Процюк Василь Васильович Процюк                  | р. 1959    | 18 декабря 2015  | 28 апреля 2016   | исполняющий обязанности                                                             |
|      | Александр Александрович Корнийчук Олександр Олександрович Корнійчук | р. 1973    | 28 апреля 2016   | 18 мая 2018      |                                                                                     |
|      | Вадим Николаевич Лозовой Вадим Миколайович Лозовий                  | р. 1971    | 18 мая 2018      | 11 июня 2019     |                                                                                     |
|      | Владимир Ильич Кальниченко Володимир Ілліч Кальніченко              | р. 1957    | 11 июня 2019     | 21 ноября 2019   | исполняющий обязанности                                                             |
|      | Дмитрий Анатольевич Габинет Дмитро Анатолійович Габінет             | 1983—2024  | 21 ноября 2019   | 24 ноября 2020   |                                                                                     |
|      | Роман Борисович Примуш                                              | р. 1985    | 24 ноября 2020   | 3 декабря 2020   | исполняющий обязанности                                                             |
|      | Сергей Вячеславович Гамалий Сергій В'ячеславович Гамалій            | р. 1979    | 3 декабря 2020   | 15 марта 2023    |                                                                                     |
|      | Сергей Григорьевич Тюрин Сергій Григорович Тюрін                    | р. 1977    | 2 мая 2024       |                  | с 15 марта 2023 по 2 мая 2024 года — исполняющий обязанности                        |

## Структура
- Главное управление агропромышленного развития
- Главное управление труда и социальной защиты населения
- Главное управление экономики
- Главное финансовое управление
- Главное управление промышленности и развития инфраструктуры
- Управление жилищно-коммунального хозяйства
- Управление образования и науки
- Управление регионального развития, градостроительства, архитектуры и строительства
- Управление по вопросам чрезвычайных ситуаций и по делам защиты населения от последствий Чернобыльской катастрофы
- Управление здравоохранения
- Управление культуры, туризма и курортов
- Управление по делам семьи, молодежи и спорта
- Управление по вопросам внутренней политики
- Инспекция государственного технического надзора
- Служба по делам детей
- Инспекция качества и формирования ресурсов сельскохозяйственной продукции
- Государственный архив области
- Управление капитального строительства

## Руководство
- Председатель — Сергей Тюрин
- Первый заместитель председателя — вакантно
- Заместители председателя — Владимир Юрьев, Сергей Ткачук, Владимир Билык, Оксана Андрейчик
- Руководитель аппарата ОГА — Оксана Вжешневская